# 二子玉川

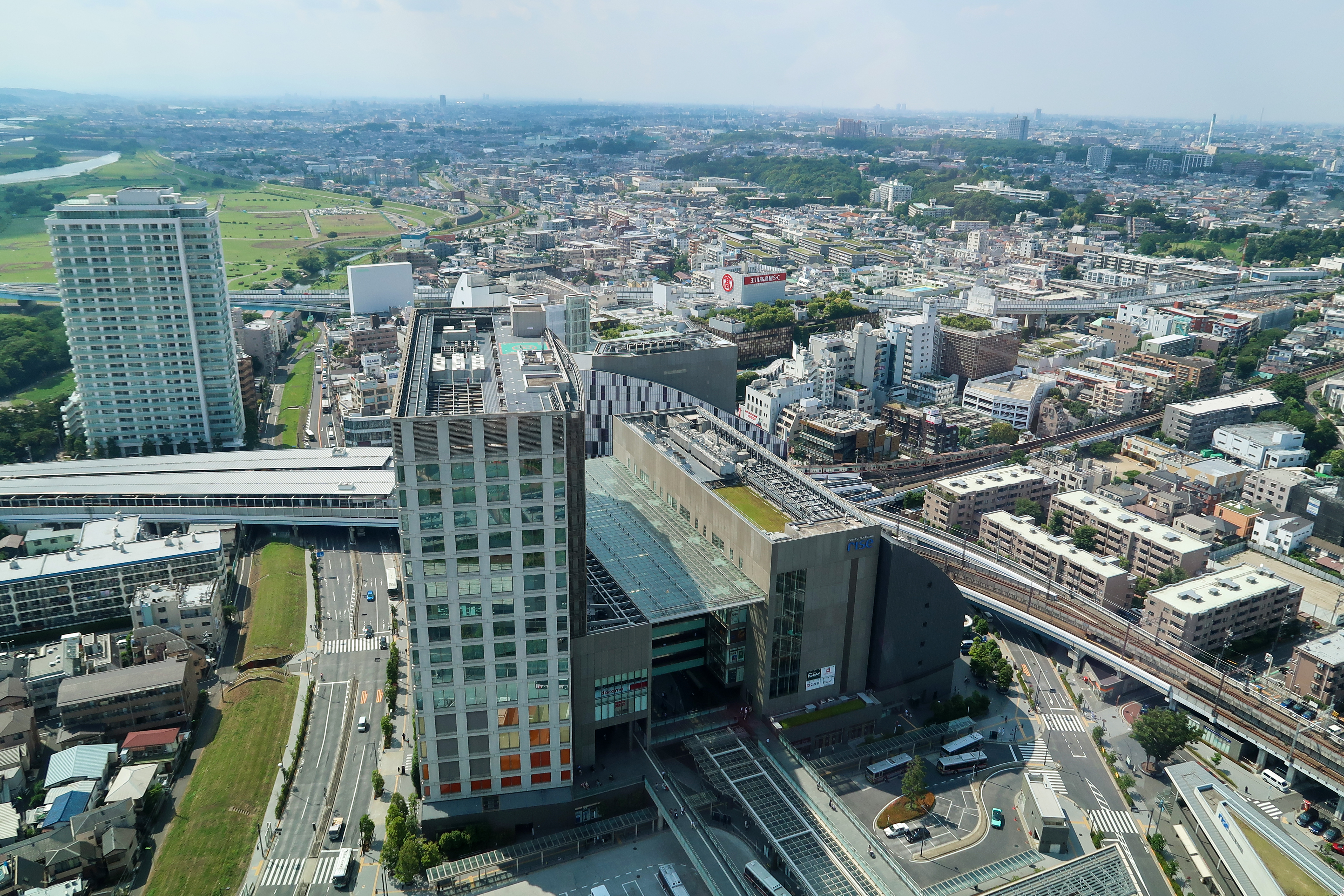
二子玉川全貌

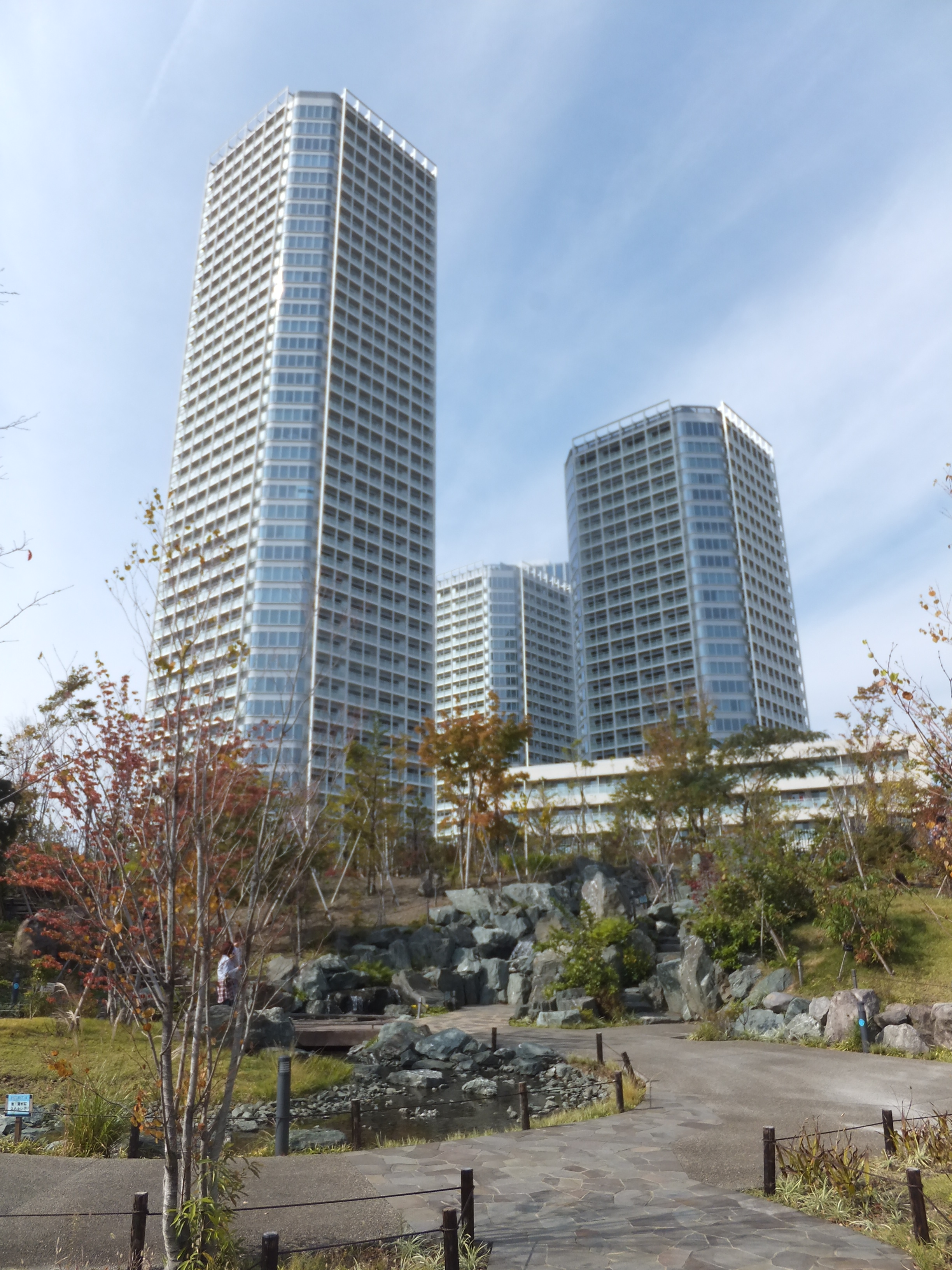
二子玉川超高層公寓

二子玉川（日语：／ Futako-Tamagawa */?）是東京都世田谷區的地區名、通稱地名。
通常是指東急田園都市線、大井町線二子玉川站周邊地區。常簡稱「ニコタマ」。

## 概要

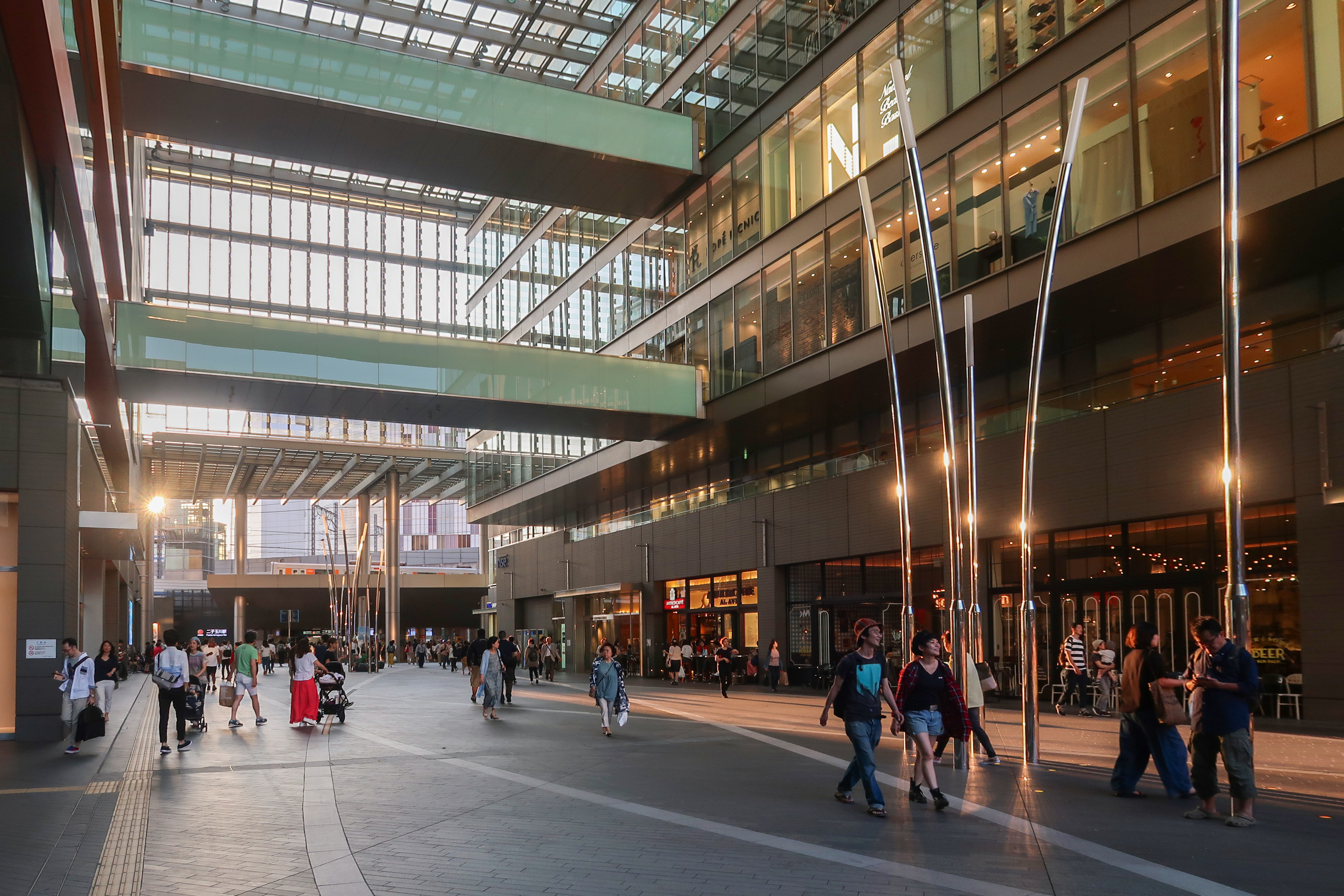
二子玉川RISE購物中心中庭走道

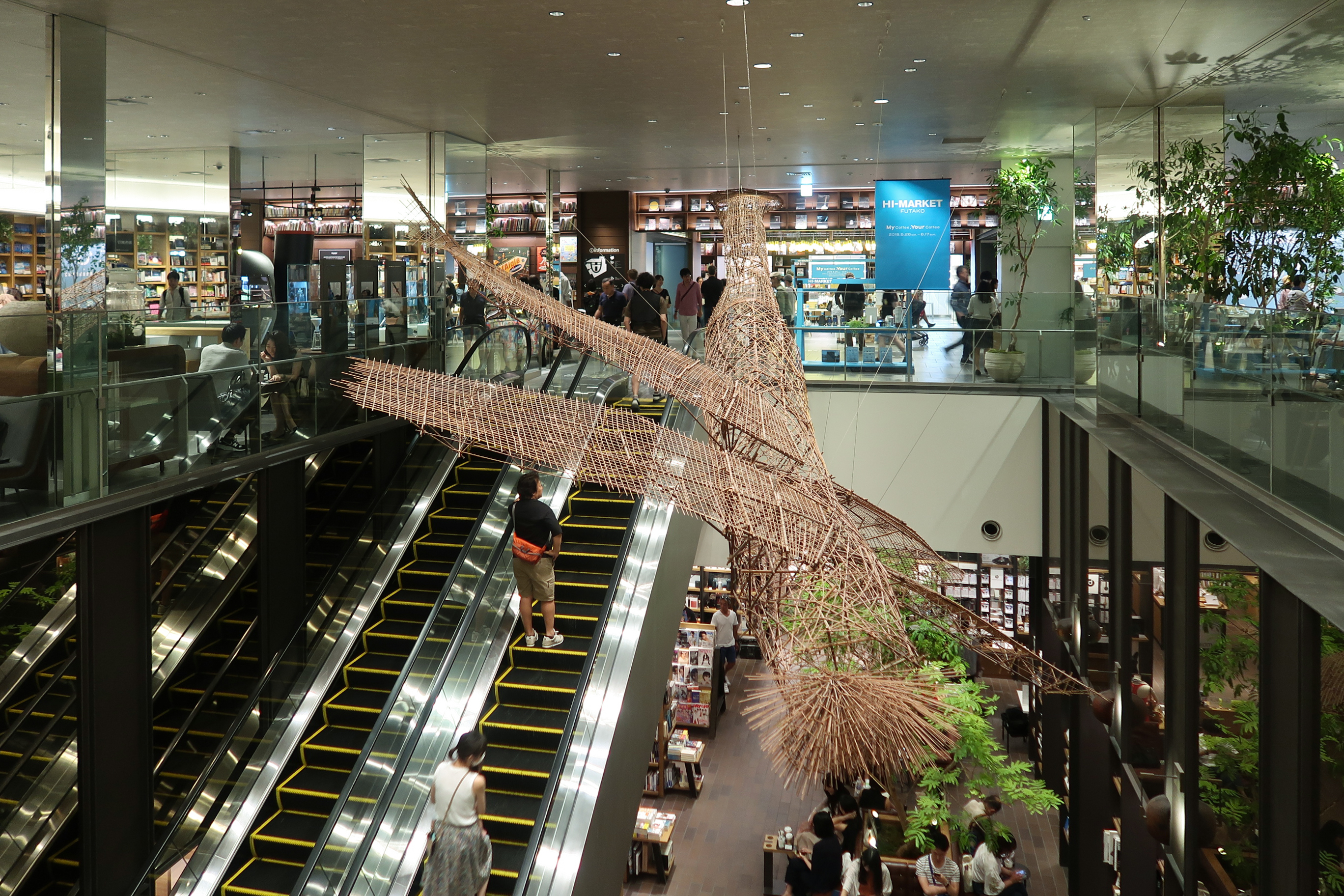
二子玉川蔦屋家電樓高2層，在2015年開業

位於世田谷區西南部，北部是和緩的丘陵，南部面向多摩川，保存較多的綠地與自然風貌。此地以住宅區為中心，二子玉川站附近有玉川高島屋購物中心等商業設施。近年進行車站東側的再開發，2011年大型商業設施「二子玉川RISE購物中心」（二子玉川ライズショッピングセンター）開幕。現在還進行其他的再開發計畫。
二子玉川在江戶時代，因本地有渡船（「二子の渡し」）而繁榮，後來發展成世田谷最大的歡樂街和二子玉川園的大型遊樂場（在1985年關閉），成為東京知名的行樂地。現在與下北澤、三軒茶屋一同列為世田谷區的「廣域生活據點」，以相對豐富的自然環境為基礎發展住宅街與商業地帶。
此外，每年8月舉行的大型花火大會（通稱「二子玉川花火大會」）已成為本地的季節活動之一。

### 二子玉川的範圍
行政上沒有名為「二子玉川」的町，因此沒辦法明確劃出「二子玉川」的範圍。一般通常是指行政地名上的東京都世田谷區玉川、瀨田部分地區。但在某些情況下，二子玉川範圍包括了二子玉川站周圍的世田谷區岡本、鎌田、宇奈根，與相鄰的上野毛、野毛部分地區（國分寺崖線下～多摩川附近）等周邊區域。

### 二子玉川的由來
「二子玉川」是源自於過去多摩川靠川崎市側的「二子村」與世田谷區側的「玉川村」。此外，地名也與過去的渡船「二子の渡し」有密切相關。雖然現在多摩川對岸的神奈川縣川崎市高津區也有名為「二子」（ふたご）的町名，但一般是不包含在「二子玉川」區域。町名與同地的二子塚古墳是目黑蒲田電鐵在大井町線（現：東急大井町線）開業時決定站名的原因。
地名的日文發音為「フタコタマガワ」；或有時被戲稱為「ニコタマ」（可解釋為「兩個『玉』」，意指日語中男性器官的俗稱）。

### 地價
根據2019年（令和元年）1月1日的公告地價，玉川4-27-10的住宅地價為66萬日圓/m2。由於區內交通便利、設施完善，近年成為了東京中產階級很喜歡的社區，更打入東京圈頭五名理想居住地。

## 玉川高島屋購物中心
車站西口前是大型購物中心（SC）玉川高島屋購物中心。玉川高島屋在1969年11月11日開幕，是日本最早的郊外型購物中心。通稱「玉高」（タマタカ）。
當時高島屋選擇店址時，希望能涵蓋東京城南地區的商圏。城南地區各路線的集中地澀谷已沒有空間設店，但也不希望到神奈川縣内設店。這是因為高島屋認為跨越多摩川後店面價值、品牌力都會大幅下降。
最後自由之丘與二子玉川成為候選地點。二子玉川能眺望多摩川，景色優美，當時地價也沒有這麼高，此外本地的二子玉川園等設施吸引許多城南地區的家庭前往，讓高島屋最後決定在二子玉川展店。在1996年10月4日新宿高島屋時代廣場開幕之前，這裡是高島屋系列在城南地區唯一的商店與購物中心。
作為郊外購物中心的先驅，玉川高島屋的開幕吹起郊外購物中心的浪潮。現在站西口周邊形成以高島屋為中心的街區。周末，此地湧入都内城南區域的龐大人潮，來自近隣住宅區（特別是相鄰的岡本、成城、上野毛、等等力、深澤、駒澤、自由之丘、九品佛、田園調布、櫻新町、用賀等）的自家用車造成周邊的交通擁堵。

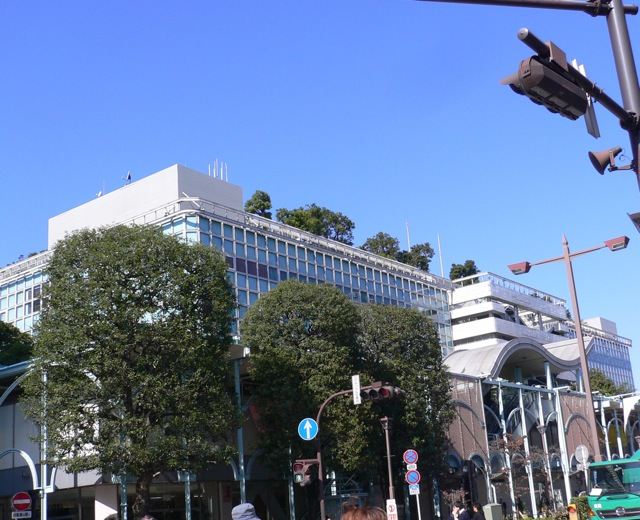
高島屋本館
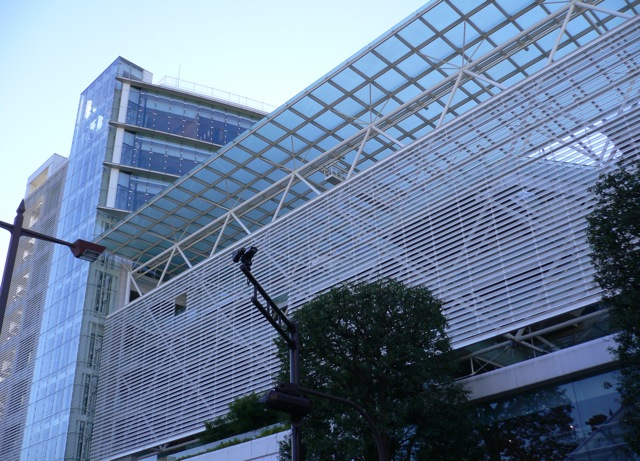
南館

## 今後的二子玉川

### 東地區再開發

#### 再開發計畫

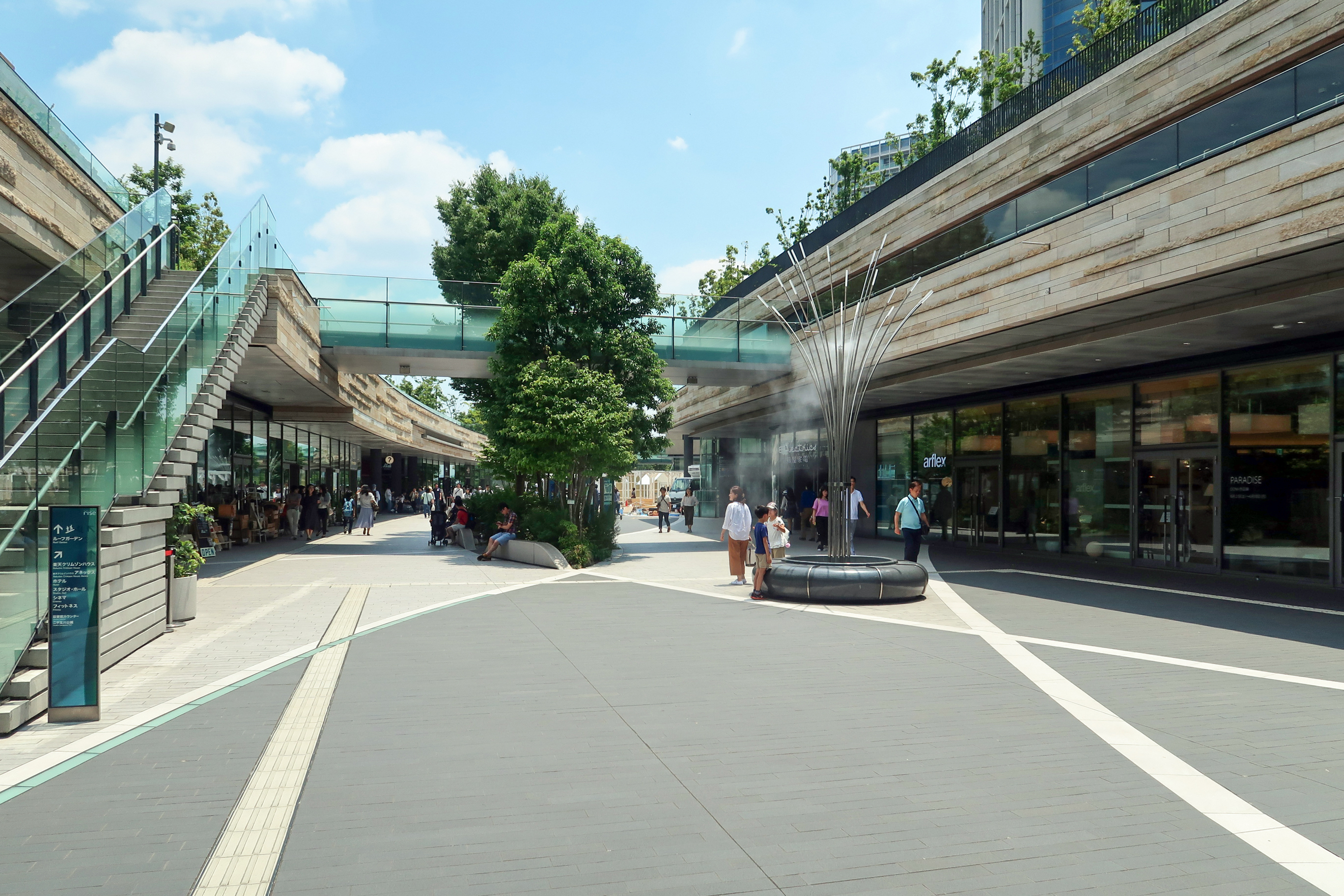
二子玉川RISE

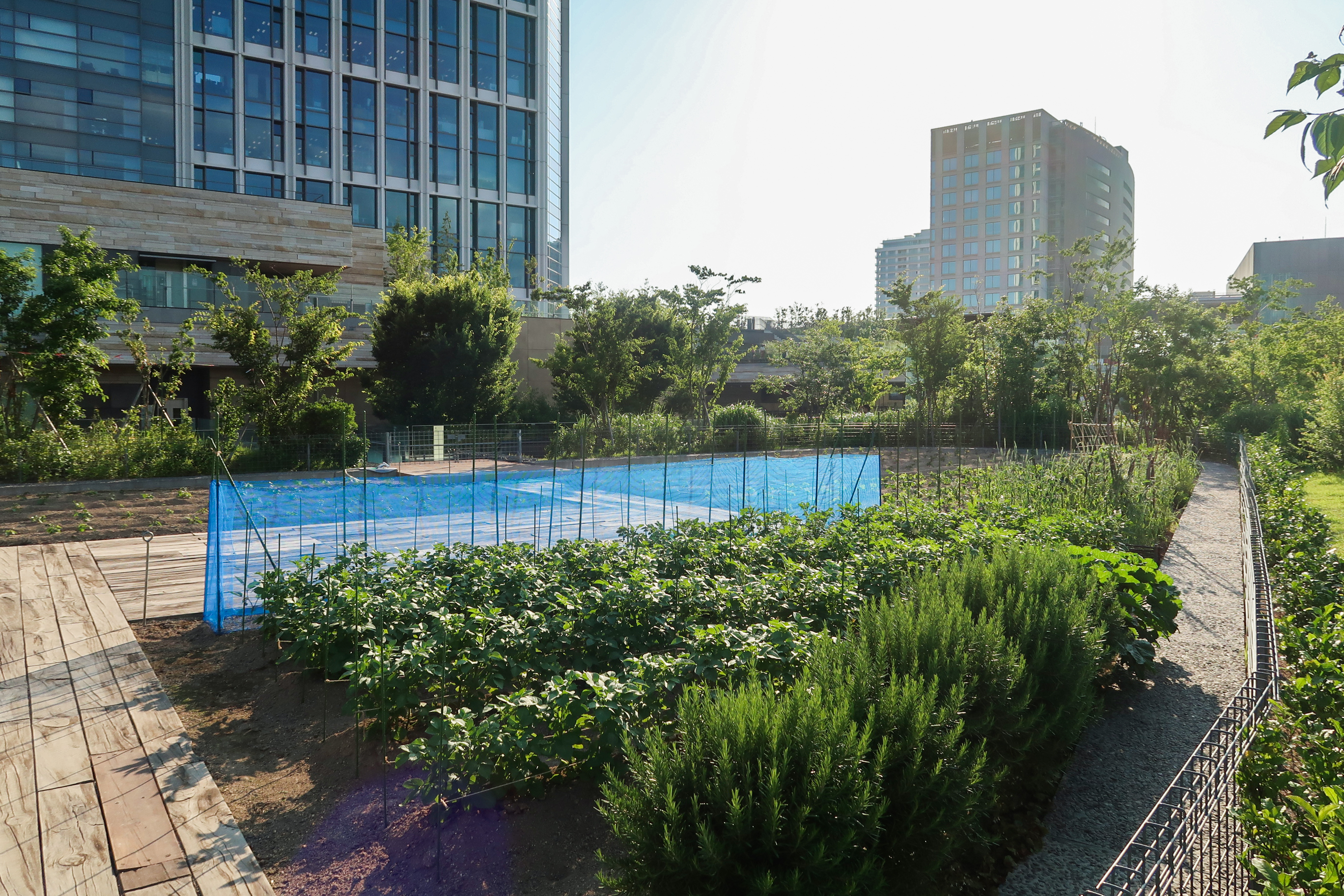
二子玉川RISE內的農場

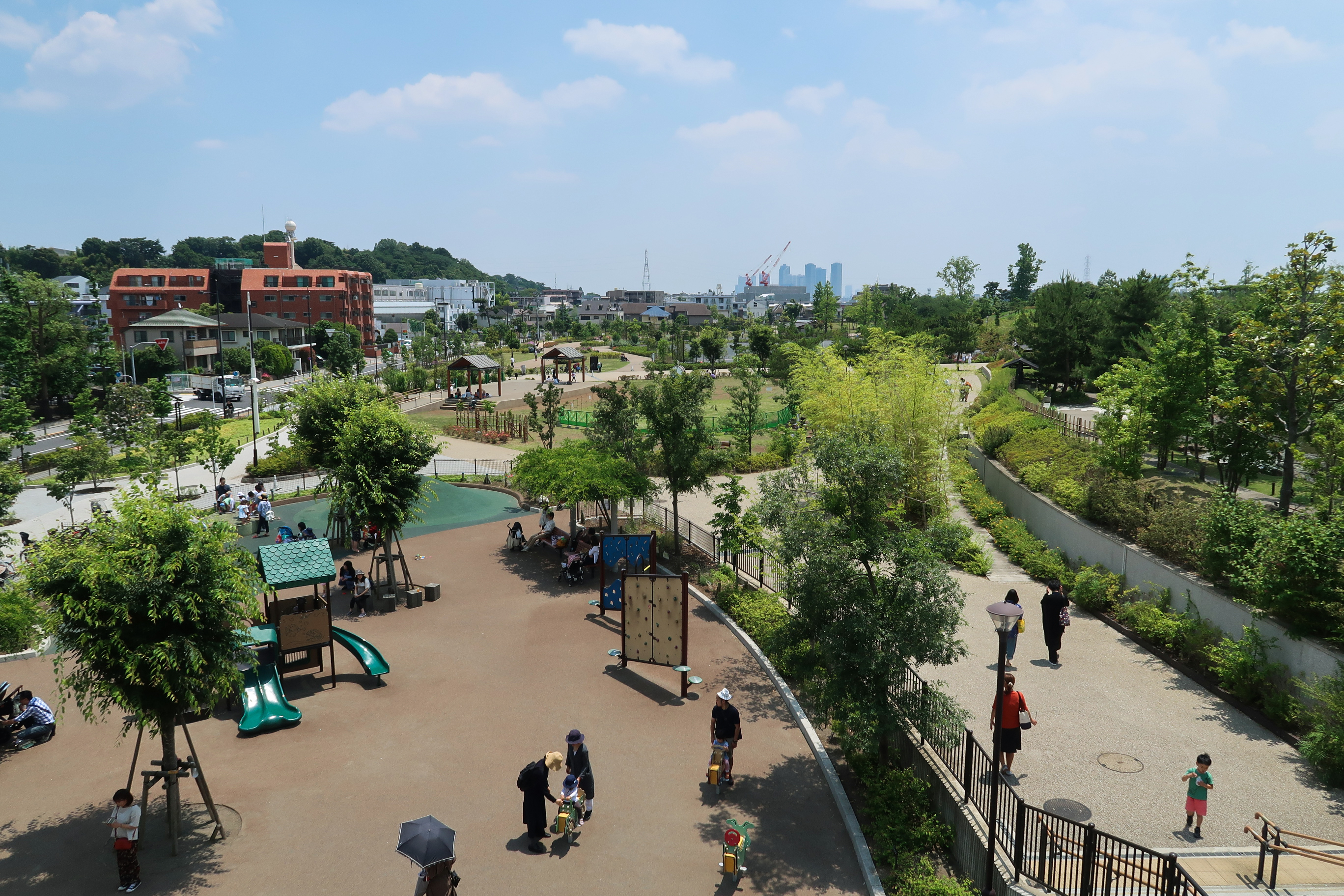
二子玉川公園

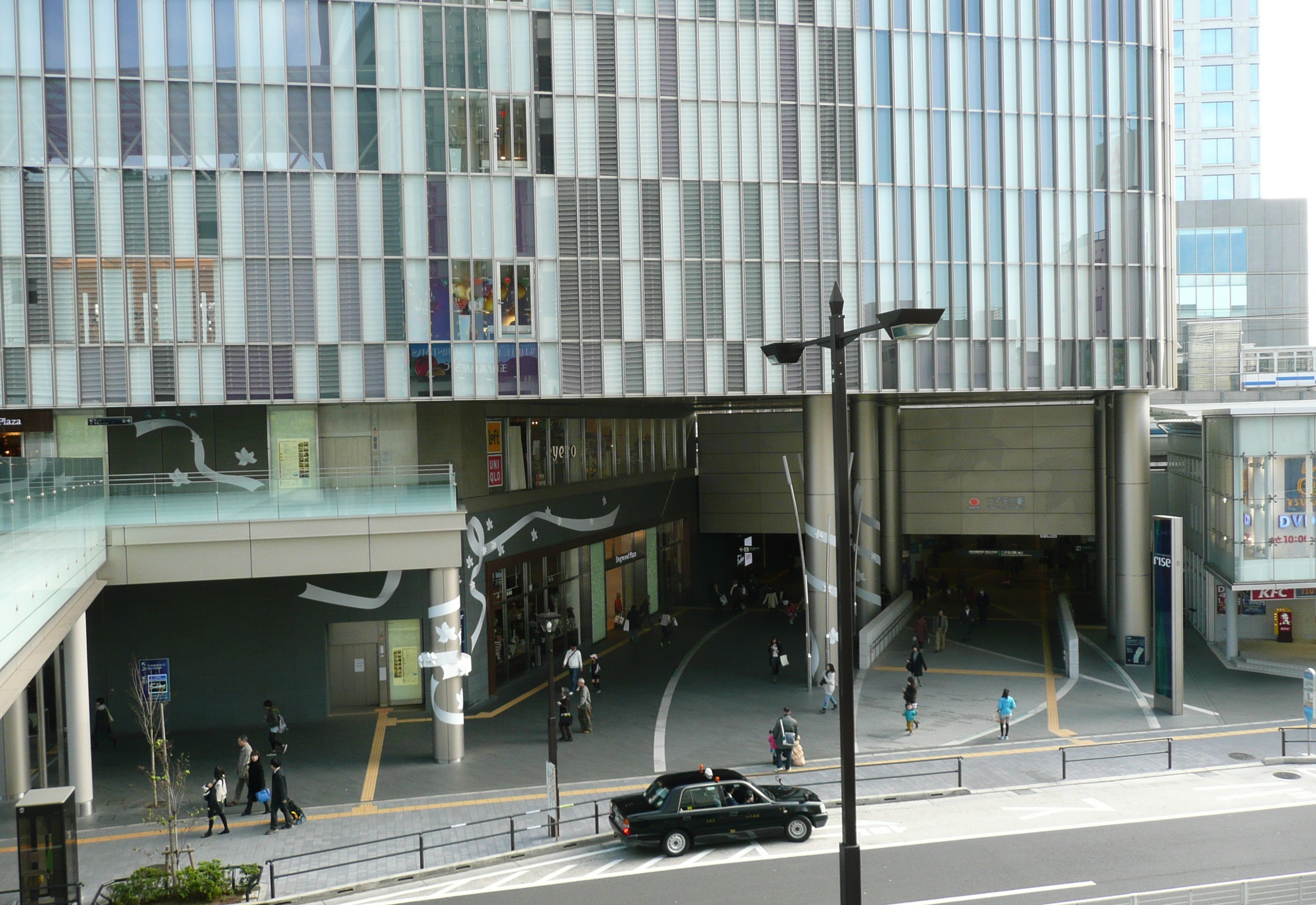
再開發後二子玉川站西口。2011年11月。

過去二子玉川站東口周邊，與西口相比人潮較少，尤其在1985年3月31日二子玉川園閉園後就失去了活力。此外東口周邊道路大多狹小。為了改變這情況，規畫了以二子玉川園舊址為中心的區域再開發計畫。這計畫在經歷暫緩與反對運動後，東京都於20年後的2005年3月核發第1期事業施行地區的事業認可。名稱為「二子玉川東地區第一種市街地再開發事業」，由東急不動產等為主體的「二子玉川東地區市街地再開發組合」施行。
再開發的主題是「國分寺崖線豐富綠地為基礎的自然與都市的調和」。計畫面積為11.2公頃（其中第1期8.1公頃），是都内最大規模的民間再開發案。對象區域為車站周邊起往東南方向與多摩川平行的地區，東西長約1公里。總事業費約1,500億圓。
再開發計畫中有：站體與鄰接大樓共3棟商業大樓，加上1棟辦公大樓為中心的I街區；超高層商業大樓與旅館為中心的II街區；3棟超高層公寓（最高151公尺）為中心的III街區。此外III街區東南側、過去為汽車教習所（東急自動車學校）與高爾夫練習場的土地，將建造以地方居民休閒為目的、占地達6.3公頃的大規模公園「二子玉川公園」。另外還預定建造一座連結I街區至III街區與二子玉川公園的陸橋「緞帶街（臨時名稱）」（リボンストリート（仮稱）），可確保周邊設施利用者與III街區居住者的便利性。
由於東口周邊道路大多狹小，將進行多摩堤通與駒澤通(多摩美大交差點以西連結世田谷區道部分)等將進行拓寬工程，I街區與II街區之間將打造一座以巴士總站為中心的站前交通廣場，進一步提升此地的交通便利性。

#### 二子玉川RISE
東側再開發全體區域命名為「二子玉川RISE」。
2010年4月，IIb街區「二子玉川RISE BIRDS MALL」（二子玉川ライズ・バーズモール）與Ⅰb街區北棟「二子玉川RISE OAK MALL」（二子玉川ライズ・オークモール）先行開幕。5月，III街區「二子玉川RISE TOWER & RESIDENCE」（二子玉川ライズタワー&レジデンス）開幕。2011年3月，Ia街區「Dogwood Plaza」（ドッグウッドプラザ）與Ib街區「二子玉川RISE購物中心」（二子玉川ライズ・ショッピングセンター）、「二子玉川RISE OFFICE」（二子玉川ライズ・オフィス），Ⅰa街區與Ⅰb街區之間、二子玉川站檢票口前高架下的「二子玉川RISE STATION MALL」（二子玉川ライズ・ステーションモール）開幕。剩下的IIa街區預計在2015年開業。

### 其他周邊地區的再開發
1997年二子玉川站大幅改建。2003年9月8日玉川高島屋購物中心南館大幅改建後開幕。2004年站前（西口）位在富士觀會館舊址的高層公寓「PROUD TOWER二子玉川」（プラウドタワー二子玉川）竣工。
此外東急不動產也計畫在站前（西口）建設17層樓的公寓。

## 二子玉川的自然環境

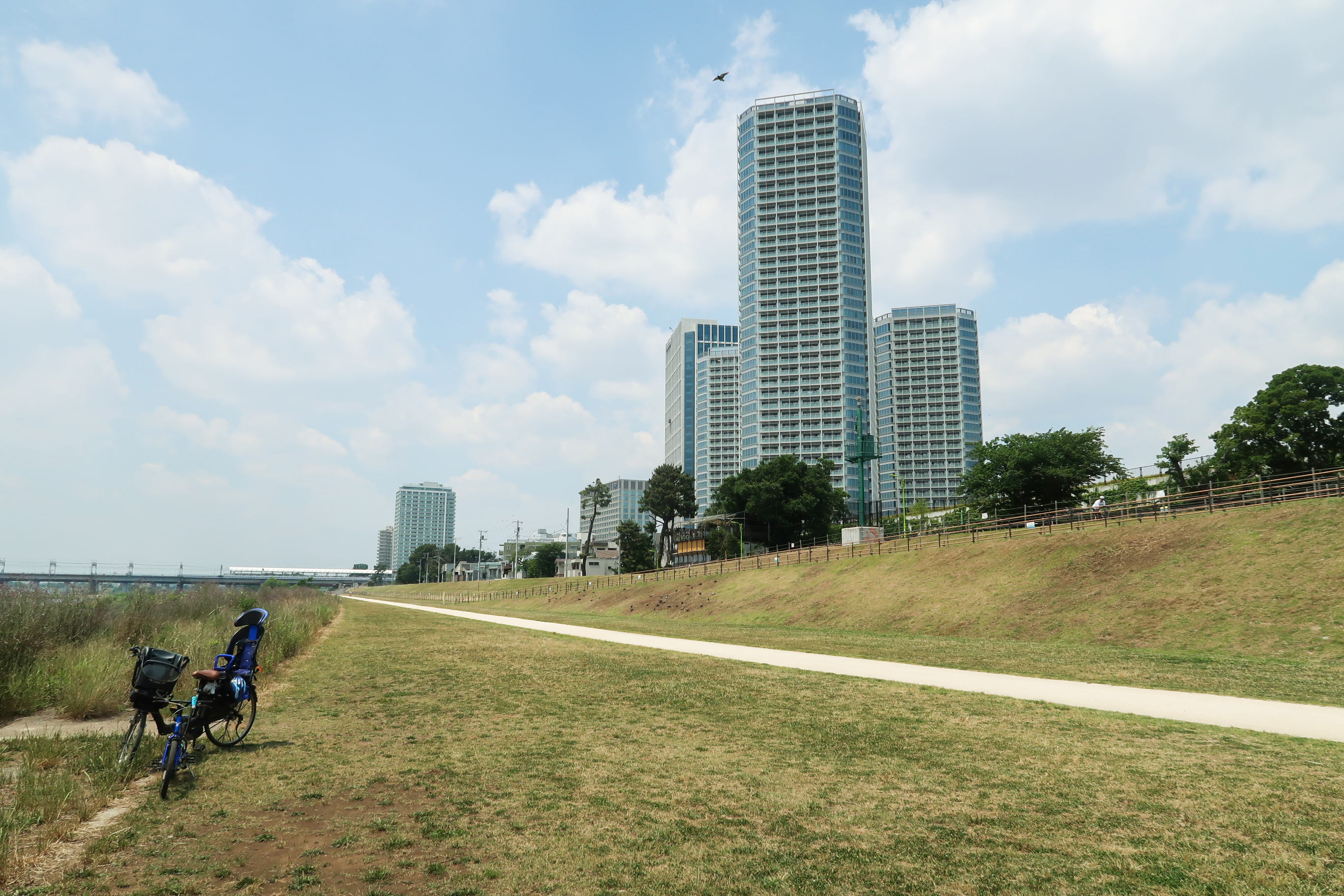
多摩川的單車徑

二子玉川周邊是多摩川河川地，生活圏内有砧公園與等等力溪谷，是都會中保留較多自然環境的區域。多摩川可見鯉魚與花鯰等淡水魚，還可見到鴨與白鷺等鳥類。此地有許多尚未整建成運動場或草地的原野。特別是位於河岸的兵庫島公園周邊有許多綠地。此地也吸引許多釣客。春至夏、秋之際，河岸周邊有許多在此烤肉的民眾。周末早晨，二子橋下附近擠滿大量人潮。

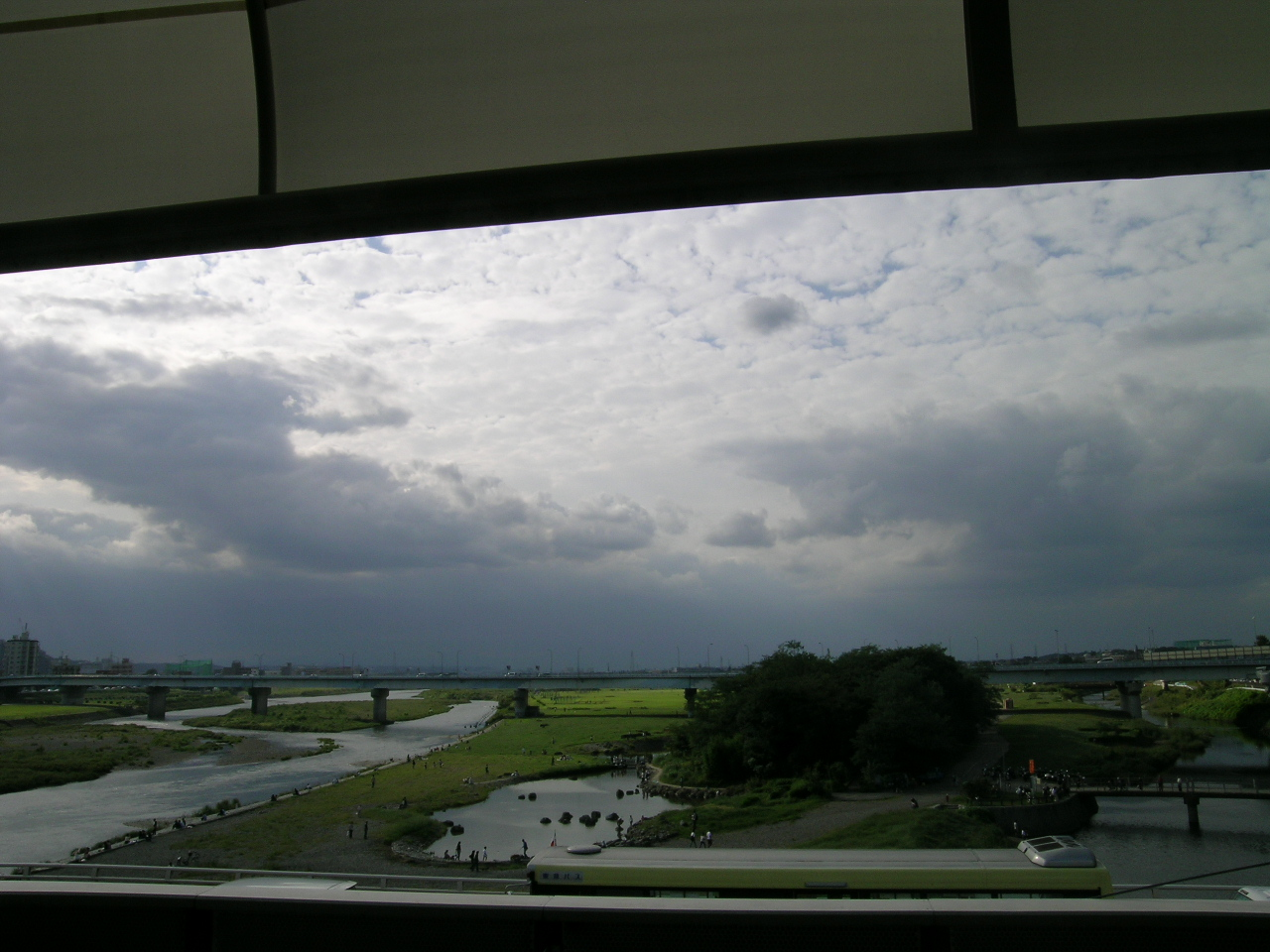
二子玉川的綠地
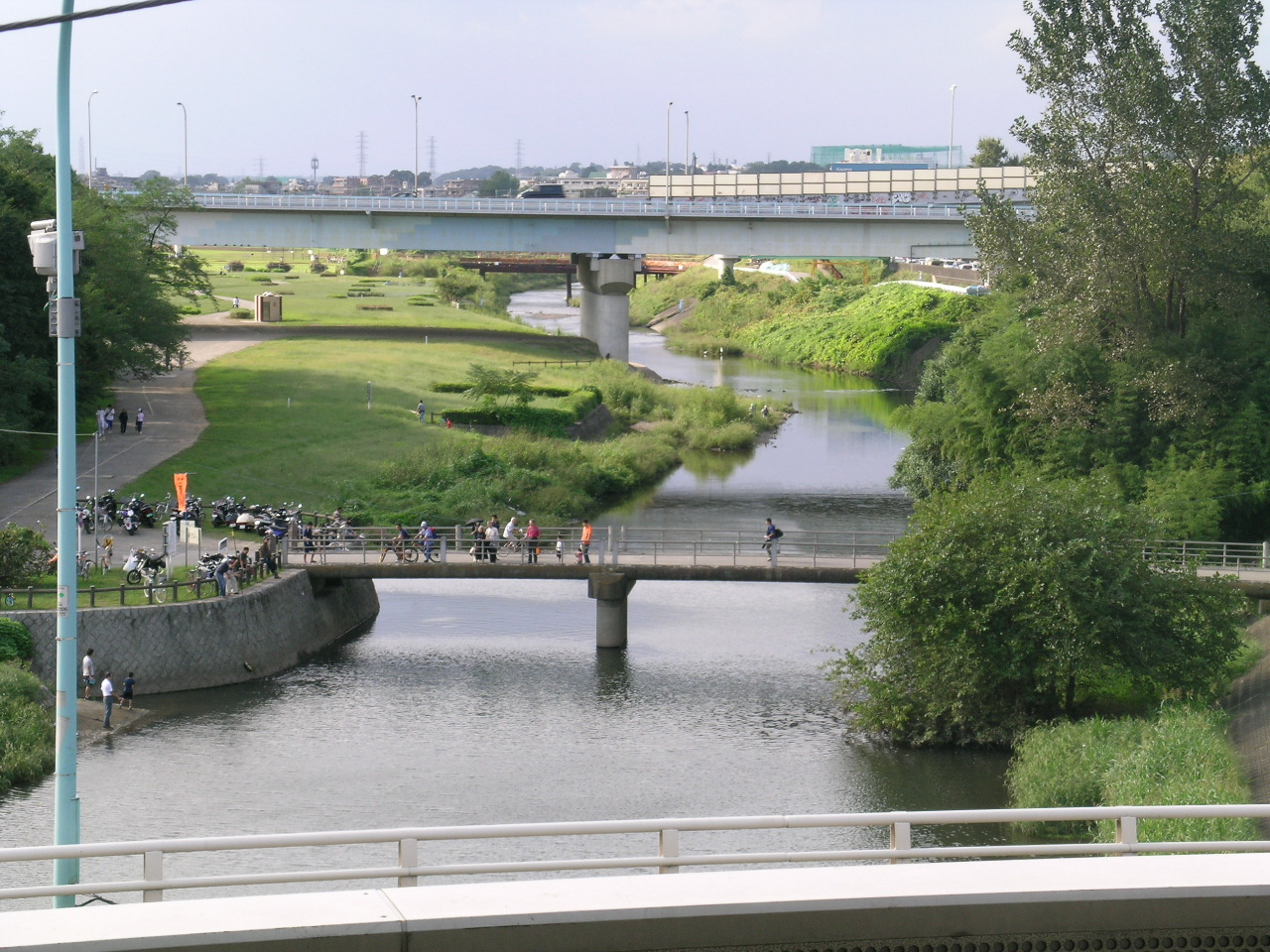
兵庫橋與野川（日语：野川 (東京都)）

## 一般道路
- 國道246號（玉川通）
- 東京都道11號大田調布線（日语：東京都道11号大田調布線）（多摩堤通）
- 駒澤通

## 鐵路
- 東急大井町線
- 東急田園都市線

## 備註
1. ↑  .   [2019-10-04]. （原始内容存档于2020-11-01）. （页面存档备份，存于）
2. ↑  來自東急社史等說明。當地也有二子渡船渡船場舊址。
3. ↑  .   [2014-11-08]. （原始内容存档于2014-10-06）. （页面存档备份，存于）
4. ↑  陳俊偉. . 明報. 2017-08-04  [2018-10-10]. （原始内容存档于2018-10-10）. （页面存档备份，存于）
5. ↑  住民が中心となった二子玉川東地區再開發を考える會 （页面存档备份，存于）など。
6. ↑  二子玉川東地區第一種市街地再開發事業・二子玉川東第二地區第一種市街地再開發事業ウェブサイト内 （页面存档备份，存于）ページ下部参照。
7. ↑  世田谷區ホームページ内 「（仮稱）二子玉川公園に関すること」 （页面存档备份，存于）参照。

## 外部連結
- 二子玉川情報局
- 二子玉川經濟新聞（页面存档备份，存于）
- 二子玉川經濟新聞官方推特帳號（页面存档备份，存于）
- 二子玉君（页面存档备份，存于） - 地區導覽
- 二子玉定食（页面存档备份，存于） - 地域飲食店店舗情報